# 푸껫 (도시)
푸껫(태국어: ภูเก็ต)은 태국 푸껫섬의 남동쪽에 위치한 도시이다. 섬 전체를 포함하는 푸껫주의 주도이다. 인구는 2007년 기준으로 75,573명이다. 므앙푸껫군에 속하며, 므앙푸껫군의 8개 하위행정구역 중 Talat Yai와 Talat Nuea가 푸껫시를 구성한다.

## 역사
2004년 2월 13일, 읍에서 시(테사반 나콘)로 승격되었다.

## 기후
쾨펜의 기후 구분에 따르면 푸껫은 열대 몬순 기후이다. 적도에 근접해있기 때문에 연중 기온 변화가 적다. 도시의 연평균 최고기온은 32 °C, 연평균 최저기온은 24 °C이다. 푸껫은 12월부터 3월까지 건기이고 나머지 8달은 우기이다. 그러나 열대 몬순 기후의 많은 도시처럼 푸껫은 건기에도 약간의 비를 볼 수 있다. 푸껫의 연 강수량은 2300mm이다.
| 푸껫의 기후                                                                   | 푸껫의 기후 | 푸껫의 기후  | 푸껫의 기후  | 푸껫의 기후  | 푸껫의 기후  | 푸껫의 기후  | 푸껫의 기후  | 푸껫의 기후   | 푸껫의 기후   | 푸껫의 기후   | 푸껫의 기후  | 푸껫의 기후 | 푸껫의 기후     |
| 월                                                                            | 1월         | 2월          | 3월          | 4월          | 5월          | 6월          | 7월          | 8월           | 9월           | 10월          | 11월         | 12월        | 연간            |
| ----------------------------------------------------------------------------- | ----------- | ------------ | ------------ | ------------ | ------------ | ------------ | ------------ | ------------- | ------------- | ------------- | ------------ | ----------- | --------------- |
| 역대 최고 기온 °C (°F)                                                        | 37.0 (98.6) | 38.5 (101.3) | 39.3 (102.7) | 39.4 (102.9) | 38.0 (100.4) | 36.0 (96.8)  | 35.0 (95.0)  | 35.5 (95.9)   | 35.0 (95.0)   | 35.3 (95.5)   | 35.9 (96.6)  | 34.2 (93.6) | 39.4 (102.9)    |
| 일평균 최고 기온 °C (°F)                                                      | 33.0 (91.4) | 34.0 (93.2)  | 34.4 (93.9)  | 34.2 (93.6)  | 33.2 (91.8)  | 32.6 (90.7)  | 32.3 (90.1)  | 32.2 (90.0)   | 31.8 (89.2)   | 31.8 (89.2)   | 32.1 (89.8)  | 32.1 (89.8) | 32.8 (91.1)     |
| 일일 평균 기온 °C (°F)                                                        | 28.3 (82.9) | 29.0 (84.2)  | 29.4 (84.9)  | 29.6 (85.3)  | 29.1 (84.4)  | 28.7 (83.7)  | 28.4 (83.1)  | 28.3 (82.9)   | 27.8 (82.0)   | 27.6 (81.7)   | 28.0 (82.4)  | 27.9 (82.2) | 28.5 (83.3)     |
| 일평균 최저 기온 °C (°F)                                                      | 25.0 (77.0) | 25.4 (77.7)  | 25.9 (78.6)  | 26.3 (79.3)  | 26.1 (79.0)  | 25.8 (78.4)  | 25.6 (78.1)  | 25.6 (78.1)   | 25.1 (77.2)   | 24.9 (76.8)   | 25.2 (77.4)  | 25.0 (77.0) | 25.5 (77.9)     |
| 역대 최저 기온 °C (°F)                                                        | 17.4 (63.3) | 18.6 (65.5)  | 20.0 (68.0)  | 20.5 (68.9)  | 21.2 (70.2)  | 21.9 (71.4)  | 20.5 (68.9)  | 21.1 (70.0)   | 21.1 (70.0)   | 20.5 (68.9)   | 19.3 (66.7)  | 18.4 (65.1) | 17.4 (63.3)     |
| 평균 강수량 mm (인치)                                                         | 49.9 (1.96) | 24.0 (0.94)  | 80.7 (3.18)  | 135.1 (5.32) | 236.9 (9.33) | 249.4 (9.82) | 240.2 (9.46) | 308.7 (12.15) | 350.4 (13.80) | 336.0 (13.23) | 178.2 (7.02) | 82.0 (3.23) | 2,271.5 (89.43) |
| 평균 강수일수 (≥ 1.0 mm)                                                      | 4.3         | 2.2          | 6.0          | 9.6          | 15.7         | 15.9         | 16.3         | 16.9          | 18.9          | 19.4          | 12.9         | 7.8         | 145.9           |
| 평균 상대 습도 (%)                                                            | 75.7        | 73.9         | 76.3         | 79.2         | 81.4         | 81.7         | 81.5         | 81.6          | 83.6          | 85.0          | 82.8         | 78.9        | 80.1            |
| 평균 월간 일조시간                                                            | 279.0       | 245.8        | 275.9        | 240.0        | 158.1        | 117.0        | 120.9        | 117.8         | 108.0         | 179.8         | 219.0        | 260.4       | 2,321.7         |
| 평균 일일 일조시간                                                            | 9.0         | 8.7          | 8.9          | 8.0          | 5.1          | 3.9          | 3.9          | 3.8           | 3.6           | 5.8           | 7.3          | 8.4         | 6.4             |
| 출처 1: 세계기상기구 (평년값: 1991년~2020년), 태국 기상청 (극값: 1951년~현재) |             |              |              |              |              |              |              |               |               |               |              |             |                 |
| 출처 2: 태국 수자원수문학사무소 (일조시간: 1981년~2010년)                     |             |              |              |              |              |              |              |               |               |               |              |             |                 |

## 교통

### 항공 교통
푸껫 타운(Phuket Town)에서 차로 40분 거리에 푸껫 국제공항(Phuket International Airport, ท่าอากาศยานภูเก็ต)이 있다. 이 곳에서는 태국 국내선은 물론, 국제선도 취항하고 있다.
- 푸껫 국제공항

### 송태우
푸껫의 시내 버스 역할을 하는 대중교통 수단이다. '송태우(Songthaew)'는 트럭을 개조한 차량으로, 태국어로 "송(Song)"은 "2"이고, "태우(Thaew)는 "줄"이라는 뜻이다. 송태우는 푸껫 이외에도 태국 파타야, 치앙마이 등 지역에서도 시내버스 역할을 하고 있다.
푸껫 송태우는 푸껫 타운(Phuket Town) 내 송태우 정류장에서 출발한다. 첫차가 오전에 출발하여, 막차는 저녁쯤에 있다. 푸껫 타운 내 송태우 정류장에서는 빠똥 해변(Patong Beach), 까론 해변(Karon Beach), 까따 해변(Kata Beach) 등 각 해변으로 향할 수 있으며, 푸껫 아쿠아리움(Phuket Aquarium, สถานแสดงพันธุ์สัตว์น้ำภูเก็ต)으로 향하는 송태우도 존재한다.
썽태우는 필리핀의 지프니와 비슷한 구조로 생겼다.

### 버스 (Bus)
푸껫 시내에 푸껫 버스터미널(Phuket Bus Terminal)이 있다. 이 곳에서는 방콕은 물론, 핫야이, 팡아 등 각지로 향하는 버스를 이용할 수 있다.

### 보트
푸껫 타운 내 랏사다 부두(Ratsada Pier)가 있다. 이 곳에서는 피피섬로 향하는 스피드보트를 탈 수 있다. 소요시간은 약 1시간 30분 정도 소요된다.
피피섬 부두에서는 푸껫 타운을 물론, 끄라비로 향하는 스피드보트를 이용할 수도 있다. 소요시간은 푸껫 타운행과 마찬가지로 1시간 30분 정도이다.
1. ↑  “World Meteorological Organization Climate Normals for 1991–2020”. 세계기상기구. 2023년 10월 12일에 확인함.
2. ↑  태국 기상청. “สถิติอุณหภูมิสูงที่สุดในช่วงฤดูร้อนของประเทศไทยระหว่าง พ.ศ. 2494 - 2565” [Extreme maximum temperature during summer season in Thailand (1951 - 2022)] (PDF). 《TMD website》. 2023년 3월 19일에 원본 문서 (PDF)에서 보존된 문서. 2023년 3월 19일에 확인함.
3. ↑  태국 기상청. “Extreme minimum temperature during winter season in Thailand 71 year period (1951 - 2021);” (PDF). 《TMD website》. 2023년 3월 19일에 원본 문서 (PDF)에서 보존된 문서. 2023년 3월 19일에 확인함.
4. ↑  “Climatological Data for the Period 1981–2010”. 태국 기상청. 2018년 12월 26일에 원본 문서에서 보존된 문서. 2016년 8월 4일에 확인함.
5. ↑  “ปริมาณการใช้น้ำของพืชอ้างอิงโดยวิธีของ Penman Monteith (Reference Crop Evapotranspiration by Penman Monteith)” (PDF) (태국어). 태국 수자원수문학사무소. 67쪽. 2016년 8월 2일에 확인함.